# Daryl Johnston
Daryl Johnston (Youngstown, 10 de fevereiro de 1966) é um ex-jogador profissional de futebol americano estadunidense que foi campeão da temporada de 1993 da National Football League jogando pelo Dallas Cowboys.